# Ascara
Ascara es una localidad española perteneciente al municipio de Jaca, en la Jacetania, provincia de Huesca, Aragón. Según el INE de 2017, cuenta con 51 habitantes.

## Geografía
Ascara se encuentra en la canal de Berdún, entre la desembocadura de los ríos Estarrún y Lubierre.

## Historia
La primera noticia que se tiene de la localidad es del año 1027. Perteneció al monasterio de San Adrián de Sásave y después al de Santa Cruz de la Serós.
Formó parte del municipio de Abay hasta 1844, cuando se unió al de Jaca en 1963.

## Patrimonio
- Iglesia parroquial dedicada a los Santos Reyes, del siglo XVI, de estilo románico y con reformas barrocas.[1]
- Casa Curamuerto, de los siglos XVI-XVII.[1]

## Fiestas
- 6 de enero (día de Reyes).[1]
- 13 de agosto en honor a San Hipólito, fiesta pequeña.[1]